# Aurélie Cousseau
Pour les articles homonymes, voir Cousseau.
Pas d'image ? Cliquez ici

a Compétitions nationales et continentales officielles uniquement.

b Matchs officiels uniquement.
Dernière mise à jour le 21 février 2023.
Aurélie Cousseau est une joueuse internationale française de rugby à XV, née le 10 juillet 1980, de 1,72 m pour 63 kg, occupant le poste de trois-quart aile au Stade rennais rugby, et en équipe de France de rugby à XV féminin.

## Biographie
Elle est aide soignante (sans contrat) et avant d’arriver au rugby à XV, elle pratiquait le rugby à XIII. Dans un premier temps à Nantes, puis à la suite de l'arrêt du club, elle a signé à Villeneuve-sur-Lot (Lot-et-Garonne) où pour jouer elle faisait, accompagnée d'une autre joueuse, quatre heures de voiture aller et autant pour le retour. 
Elle obtint trois titres de championne de France.
À ce moment se crée une section féminine dans le club à XV de l’Erdre à Nantes. C’était du rugby à 7. Puis ils intègrent le SNUC en 2003. Lors de l'arrêt de la section, Aurélie Cousseau rejoint le Stade rennais rugby où elle s'adapte vite au point d'intégrer le groupe France.
Elle fait partie de l'équipe de France de rugby à XV féminin disputant notamment la Coupe du monde de rugby à XV féminin 2006.
Elle est également une des cofondatrice de l'Association nantaise de rugby féminin (ANRF).

## Palmarès
- Sélectionnée en équipe de France